# Tata Motors
Tata Motors er en indisk bilproducent som indgår i koncernen Tata Group. Produktionen kom i gang i 1954 under navnet Tata Engineering and Locomotive Co. Ltd og bestod til at begynde med, med produktion af tog. Et samarbejde med Daimler-Benz om produktion af nyttekøretøjer kom senere.
I dag har firmaet fabrikker i Jamshedpur, Lucknow og Pune og er Indiens største bilproducent.
Under den årlige biludstilling New Delhi Expo præsenterede Tata den 10. januar 2008 sin nyudviklede minibil Tata Nano, som ikke mindst gjorde sig bemærket ved sin pris "1 lakh indiske rupees" (1 lakh = 100.000), svarende til ca. 12.000 danske kr.
Gennem årene har Tata koncernen ekspanderet gennem opkøb. I 2004 købte Tata Daewoos lastbilproduktion; i 2004 købte de 21% af aktierne i Hispano Carrocera. Noget af produktionen køres også ved ZAZ-fabrikken i Ukraine.
26. marts 2008 meddelte Tata, at man havde aftalt at købe Jaguar og Land Rover af Ford for to milliarder dollar.

## Mærker
- Tata
- Jaguar
- Land Rover
- Rover